# Strmělka kyjonohá
Strmělka kyjonohá (Ampulloclitocybe clavipes, někde také Clitocybe clavipes) je druh houby z čeledi čirůvkovitých (Tricholomataceae). Své druhové jméno dostala houba pro kyjovitý tvar svého třeně.

## Znaky
Klobouk dorůstá 2–8 (10) cm v průměru. Nejdříve vyhrblý klobokuk se během růstu zplošťuje, u starých exemplářů se kraje prohýbají a klobouk tak tvarem připomíná nálevku. Okraje bývají u dospělých plodnic nepravidelně zkroucené. Pokožka hnědá, postupně odstín lehce šediví.
Lupeny bílé, občas i s bledě žlutým nádechem, ve stáří nahnědlé, ke třeni hluboce sbíhavé, na klobouku hustě uspořádané. Výtrusný prach je bílý.
Třeň kyjovytý (v mládí válcovitý), stejné barvy jako klobouk, až 10 cm dlouhý, v nejširší části až 4 cm tlustý. Typický kyjovitý tvar je zřetelný zejména u větších plodnic.
Dužnina bílá, vodnatá, s nasládlým aroma a mírnou chutí. Obdobně jako u hnojníku inkoustového (Coprinus atramentarius) by se houba pro svůj obsah koprinu neměla požívat spolu s alkoholem, jelikož hrozí otrava.

## Užití
Jedlý, ale neměl by se konzumovat ve větších dávkách.

## Ekologie
Od července do prosince najdeme strmělku kyjonohou v jehličnatých lesích, především pod smrky (vzácněji i pod buky), na kyselých půdách.

## Rozšíření
Druh je poměrně rozšířen v oblastech celého mírného pásu severní polokoule.

## Galerie

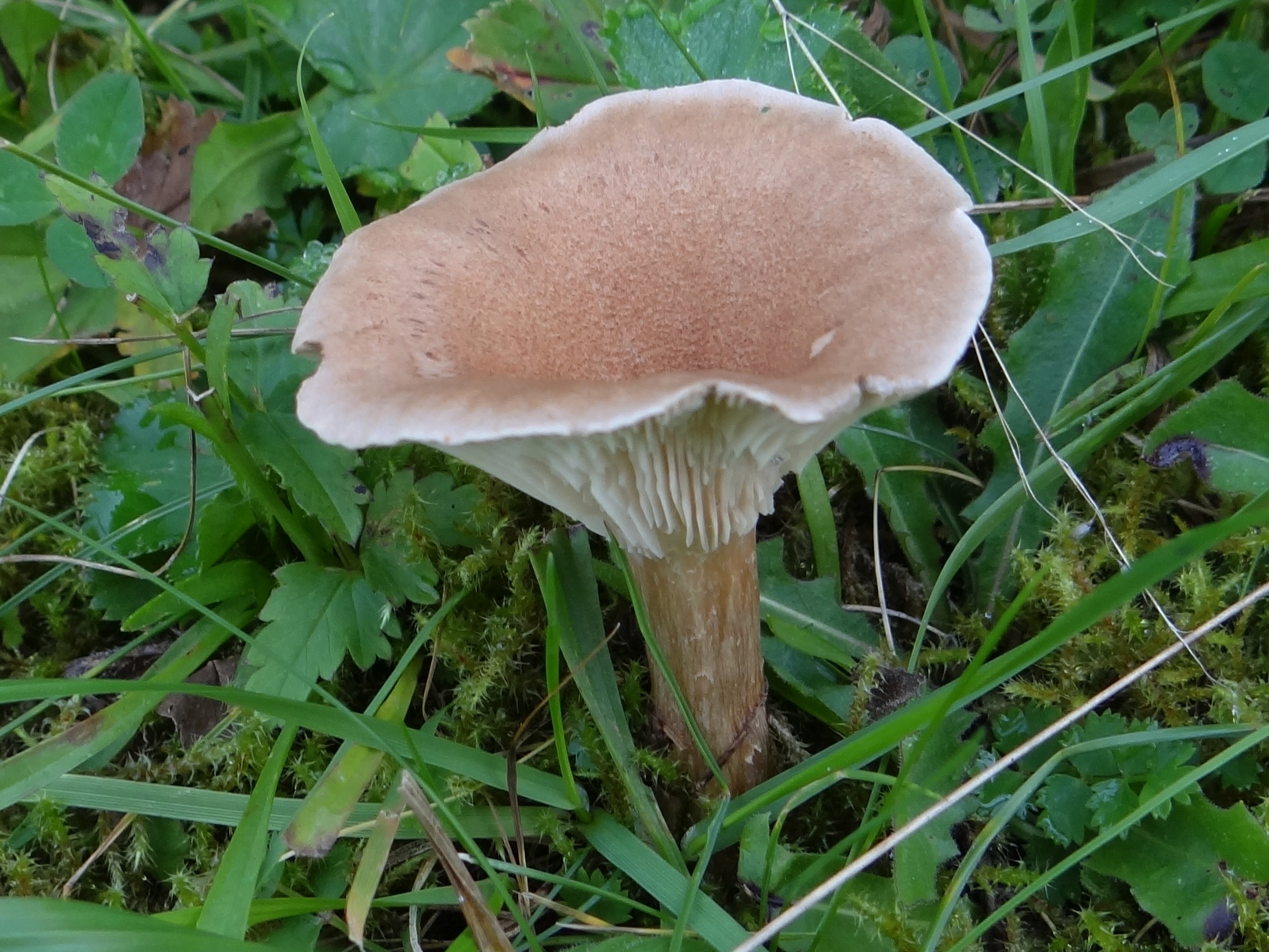
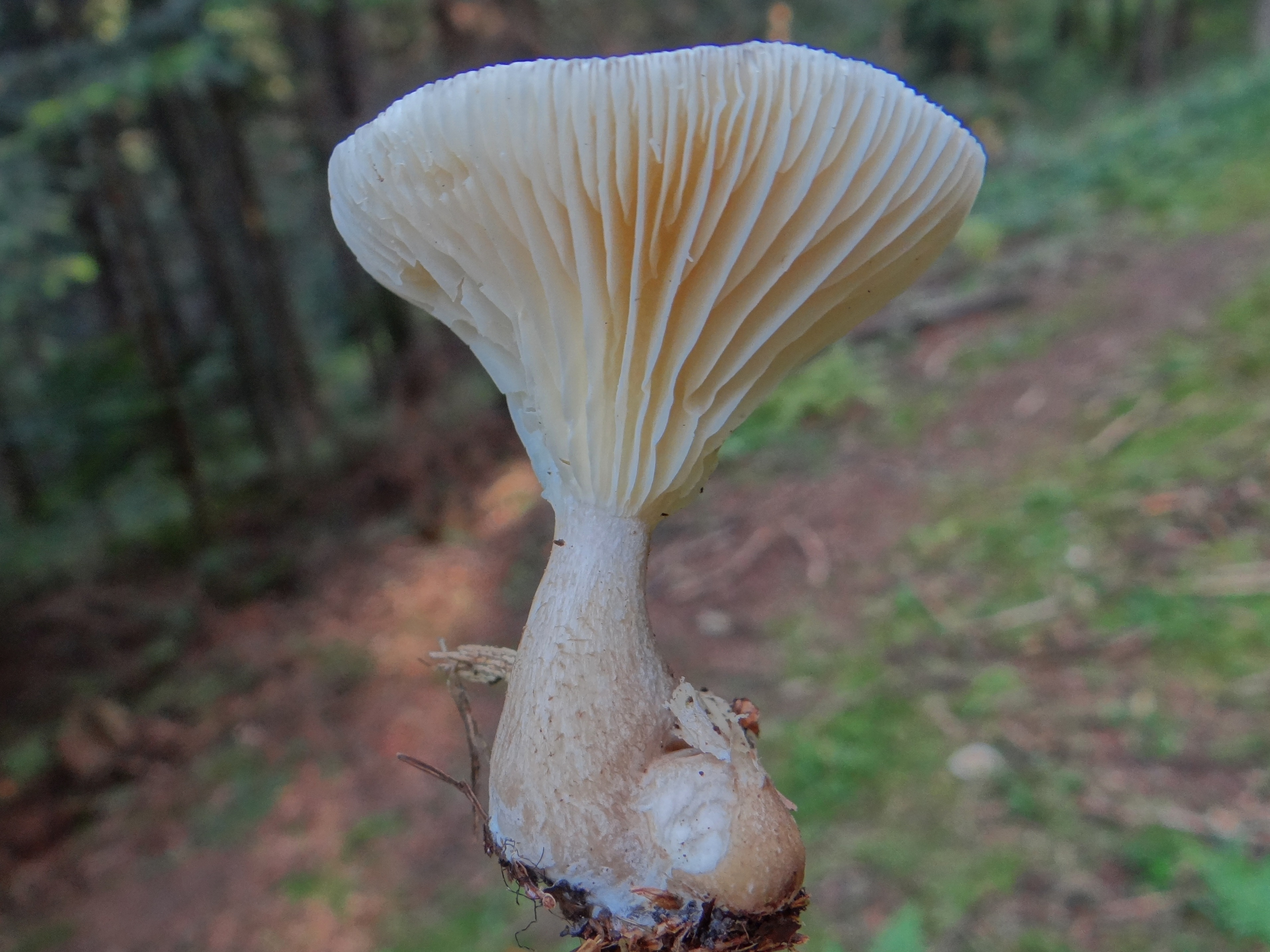
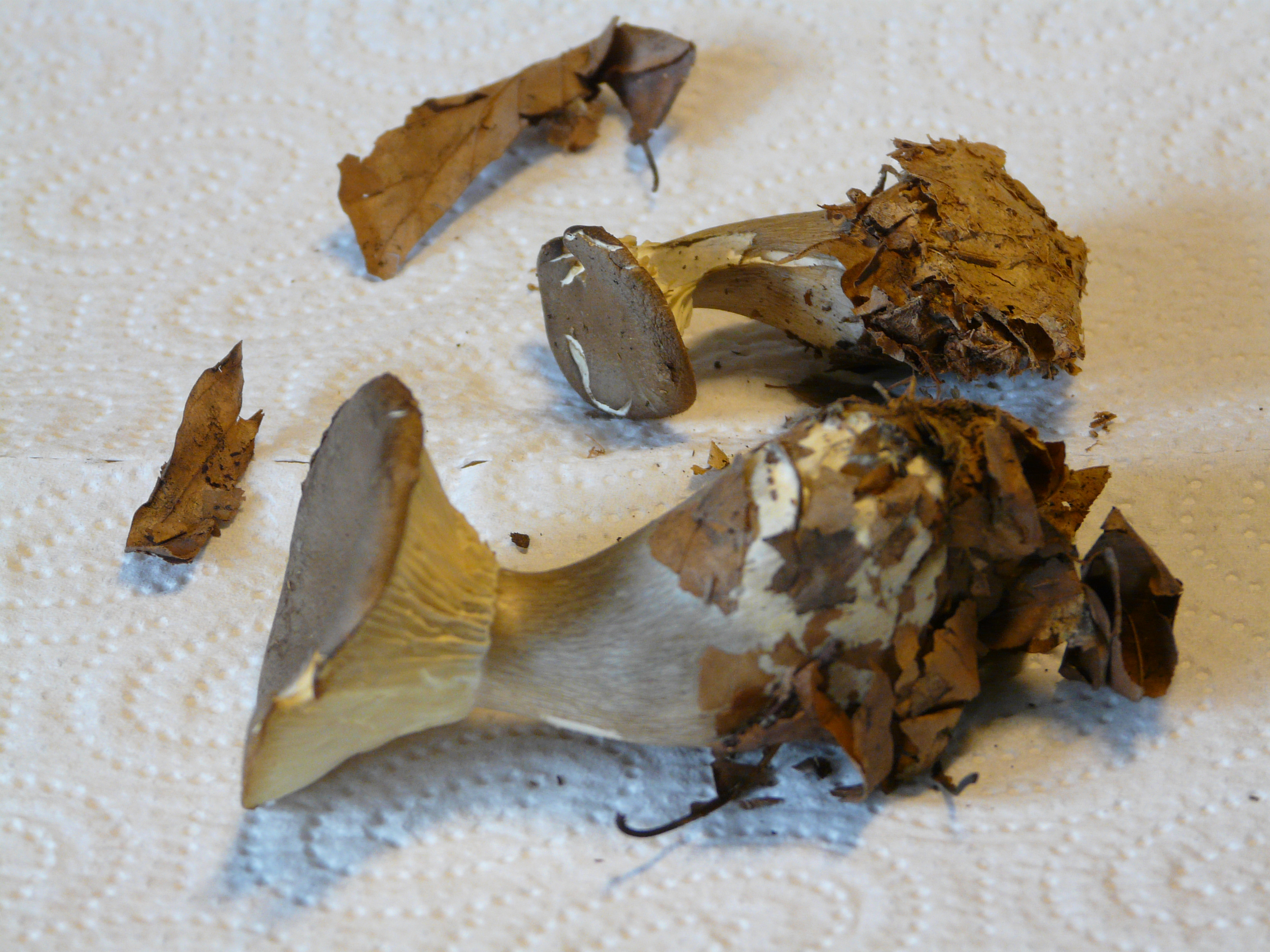
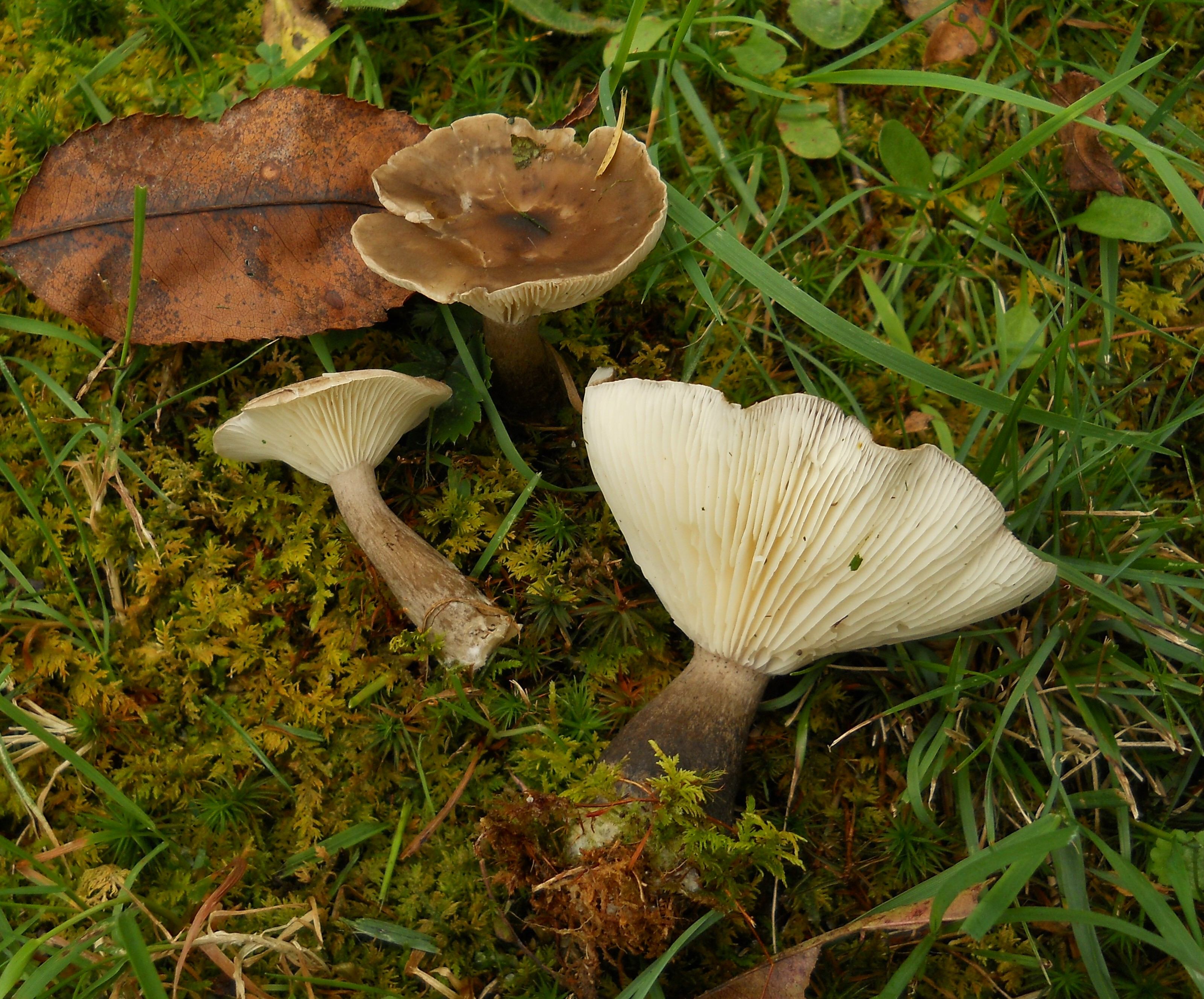

## Možnost záměny
- Strmělka mlženka (Clitocybe nebularis) – liší se svým typickým, nasládlým aroma[4] (někdy je vůně popisována jako připomínající svítiplyn)[2]